# Yannick Cortie
Yannick Cortie (* 7. května 1993, Amsterdam, Nizozemsko) je nizozemský fotbalový obránce, který působí v nizozemském klubu FC Utrecht.
Hraje na postu stopera (středního obránce).

## Klubová kariéra
V mládežnickém věku hrál v Nizozemsku v týmu RKSV Pancratius. Profesionální kariéru zahájil v klubu FC Utrecht.